# Монолатрия
Монолатрия (др.-греч. μόνος «один» + λατρεία «культ») — система религиозных представлений, отличающаяся и от политеизма и от монотеизма, основанная на вере во множество богов, лишь одному из которых надлежит поклоняться.
К монолатрии близок генотеизм, где фактически присутствующее поклонение лишь одному богу из множества существующих не обосновывается в явном виде, не является догмой религии, а является повседневной практикой.
Некоторые источники считают монолатрию и генотеизм полными синонимами.
Гипотетически следы монолатрии можно найти практически во всех существующих религиях.
Понятие генотеизма было предложено немецким религиоведом Максом Мюллером, после того, как он исследовал некоторые течения древнеиндийской религии в ведийский период и определил их как генотеистические (от греч. εἱ̃ς «один» + θεός «бог») или катенотеистические (от др.-греч. κατά «по» + εἱ̃ς «один» + θεός «бог»). Мюллер считал, что генотеизм находился между политеизмом и монотеизмом, в процессе перехода, при котором в сознании политеиста один из богов пантеона особо выделялся в качестве первого среди равных, а со временем приобретал черты Верховного Бога.
Некоторые школы в библеистике (Юлиус Велльхаузен) попытались использовать предложенную Мюллером гипотезу для описания ветхозаветной религии в Древнем Израиле, существовавшей до написания книг пророков и Вавилонского пленения. Однако проведённые сравнительно-религиозные исследования не подтвердили гипотезу Мюллера о существовании в определённый исторический промежуток такой формы или определённой ступени в развитии религии, как генотеизм. Также такую особенность, как отсутствие умозрительности в ветхозаветной религии на ранних стадиях, не исключавших наличие низших сверхъестественных сил, следует понимать как незначительное влияние окружающих языческих народов, а не внутреннее развитие израильского монотеизма. С другой стороны, все опровержения генотеизма находят своих сторонников, исключительно, в обществе верующих. Учёные библеисты, археологи и исследователи склоняются к тому, что монолатрия все таки была как переходная форма от политеизма к монотеизму.
В Новом Завете есть место (1Кор.8:5-6), которое можно было бы интерпретировать как монолатрическое, а не строго монотеистическое («Ибо хотя и есть так называемые боги, или на небе, или на земле, так как есть много богов и господ много, — но у нас один Бог Отец, из Которого все, и мы для Него, и один Господь Иисус Христос, Которым все, и мы Им»), но это не указывает на монолатрию раннего христианства. Под богами понимаются ложно обожествленные вещи, предметы, идеи или существа (Солнце, Луна, идолы, предки, правители, демоны (древние церковные писатели часто говорили, что языческие боги в некотором смысле существуют, но являются бесами, демонами, подобные мнения можно услышать и сейчас от некоторых консервативных богословов) или даже просто мысленные конструкции, существующие только в воображении). В этом же смысле можно понимать и некоторые черты древнееврейской религии (в частности, места в Ветхом Завете, где упоминаются языческие боги).